# 2007年の交通
2007年の交通（2007ねんのこうつう）とは、2007年（平成19年）に起こった交通関係の出来事をまとめたページである。
2006年の交通 - 2007年の交通 - 2008年の交通

## 出来事の一覧

### 3月
- 13日
  - （航空事故）  大阪国際空港（伊丹空港）発高知空港行きの全日本空輸 (ANA) 1603便の前輪が着陸時に下りなかった為、高知空港に胴体着陸。
- 16日
  - （路線新設）  東京ベイシティ交通 浦安駅-新浦安駅-望海の街-了徳寺大学
- 25日
  - （路線新設）  東京ベイシティ交通 おさんぽバス舞浜駅ルート
- 26日
  - （路線新設）  横浜市営バス221系統 東本郷線

### 4月
- 1日
  - （開業・路線新設）  フジエクスプレスが、横浜市営バス134系統を継承する形でバス路線を新設。

### 5月
- 6日
  - （運行終了）  西東京バスのボンネットバス「夕やけ小やけ号」
- 21日
  - （路線新設）  横浜市営バス41系統、ららぽーと横浜-新横浜駅・鶴見駅西口

### 7月
- （海運）  中国の大連港で第3期ターミナル建設着工* 中国国務院が天津北方国際航運センターの建設計画を制定[1]

### 8月
- （海運）  中国の国家発展改革委員会が「大連北東アジア国際航運センター発展計画」を承諾[1]。
- 2日
  - （滑走路供用開始）  関西国際空港 2本目の滑走路（B滑走路）
- 20日
  - （航空事故）  那覇空港で中華航空（チャイナエアライン）機が、着陸後に炎上。

### 11月
- 8日
  - （開港）  務安国際空港 （韓国・全羅南道務安郡）